# Bill Symons
Pour les articles homonymes, voir Symons.
(en) Statistiques sur statscrew
Bill Symons est un joueur de football canadien qui a joué la majorité de sa carrière professionnelle au sein des Argonauts de Toronto de la Ligue canadienne de football.

## Carrière

### Carrière universitaire
Il commence sa carrière en 1962 jouant pour les Colorado Buffaloes de l'université du Colorado à Boulder. L'équipe évolue alors dans la Big Eight Conference. Il y passe trois saisons puis participe à la draft de 1965. Il est alors choisi par les Packers de Green Bay de la National Football League en tant que running back, lors de la sixième ronde - 80e joueur choisi. Il est choisi alors qu'au cours de sa carrière universitaire, son équipe ne connaît pas beaucoup de succès avec seulement six victoires au cours des trois saisons. Il est tout de même au-dessus du lot avec près de 56 minutes de jouées par match et est élu par la suite comme un des 20 meilleurs joueurs de l'histoire de l'équipe du Colorado.

### Les Packers
Il rejoint l'équipe pour le camp d'entraînement de 1965 et même si son chemin paraît barré par des joueurs d'exception comme Paul Hornung et Jim Taylor, il parvient malgré tout à se faire une place au sein de l'effectif. Malheureusement pour lui, la malchance vient le frapper lors d'un des derniers matchs de présaison des Packers lors d'un match contre les Giants de New York : en tentant d'éviter un joueur adverse, il se déchire deux ligaments au genou droit et lors de sa rééducation à la suite d'une première intervention, un accident d'appareil vient déchirer à nouveau les ligaments et la saison est définitivement finie pour Symons. Au cours du camp d'entraînement de 1966, les Packers décident de ne pas le conserver de peur que son genou ne cède une nouvelle fois et il est laissé libre.

### La Ligue canadienne de football
Blackie Johnston qui avait fait venir Symons au sein de l'équipe des Buffaloes travaille en 1966 au sein des Lions de la Colombie-Britannique de la Ligue canadienne de football et réussit à persuader les dirigeants de l'équipe de recruter Symons. Ce dernier, tout content de retourner jouer pour Johnston rejoint donc l'équipe à Vancouver. Toutefois, l'entraîneur des Lions, étant persuadé comme les Packers que son genou n'est pas aussi solide que par le passé, va le faire jouer en défensive en tant que safety. Au cours de la saison de 16 matchs de la LCF, Symons va en jouer 10.
Toujours souffrant de son genou, il n'est pas conservé à l'issue de cette saison sans séries pour les Lions finissant à la dernière place. Cette dernière place coûte son poste d'entraîneur adjoint à Johnston qui retrouve une place dans l'équipe des Argonauts de Toronto. Encore une fois, il persuade les dirigeants de son équipe de recruter Symons. Il est alors échangé en retour de Jim Young et devient un Argonaut sous la direction de Léo Cahill nouvellement arrivé au sein d'une équipe en pleine crise depuis 5 saisons.
Sous Cahill, Symons devient le running back titulaire de l'équipe au début de la saison. Pour le premier match, il inscrit le premier touché de la saison et porte la balle sur 49 yards en onze tentative. Au cours de la saison, Cahill va tester son effectif en faisant tourner les joueurs mais lorsque lors du dernier match Symons remonte 100 yards sur une relance, Cahill commence sérieusement à le regarder de plus près. À la suite de la saison, il décide de passer du temps pour muscler son genou et cela se révèle payant : 1968 est l'année la plus importante pour Symons. Titulaire indiscutable de l'équipe, il joue 14 des 16 matchs et gagne le trophée du meilleur joueur de la LCF. Symons dira plus tard qu'il doit sa carrière à Mert Profit, entraîneur adjoint de l'équipe l'ayant fait travailler après la saison 1967. Il profite également de la saison pour dépasser la barre des 1 000 yards courus. L'équipe finit à la seconde place du classement, bat Hamilton au premier tour des séries sur le score de 33-21 avec notamment une course de 100 yards de Symons mais les joueurs sont battus une nouvelle fois par Ottawa 47-27. Il s'agit du plus long touché réussi sur une passe pour un match des séries de la LCF.
À la suite de cette formidable saison, il reçoit une offre des Broncos de Denver de l’American Football League. Cette offre est inespérée pour lui et lui permettrait de retourner dans son état, près de sa famille. Finalement, il décide de rester avec les Argonauts en partie pour remercier Johnston mais également en raison d'une augmentation de salaire et d'un travail qu'il avait sur place.
En 1969, il recommence ses longues courses et l'équipe semble bien partie pour aller en finale de la coupe Grey mais ils sont une nouvelle fois battus par Ottawa et malgré les 908 yards courus de Symons en 1970 les séries échappent aux Argonauts. 1971 semble être enfin la bonne année pour les Argonauts qui parviennent à atteindre la finale de la Coupe contre les Stampeders de Calgary, absents de la finale depuis 1948. Mais les Argonauts vont craquer lors de la première mi-temps du match : menés 14 à 3 à la reprise, les Argonauts ne parviendront à inscrire que 8 points de plus. Le match aurait pu tourner à l'avantage de Toronto à quelques minutes de la fin mais des fumbles ont donné le titre à Calgray,.
En 1972, Léo Cahill ayant fait signer un nouveau running back en la personne de Eric Allen et décide de faire jouer Symons en tant que slotback. Les résultats ne suivent pas et l'équipe finit avec trois victoires et onze défaites malgré le retour mi-saison de Symons à son poste de prédilection. John Rauch arrive alors pour remplacer Cahill et Symons continue à être utilisé un peu partout sauf à sa place de running back. Finalement à l'issue d'une nouvelle saison gâchée, il décide de se retirer du jeu pour s'occuper à plein temps d'une ferme qu'il a achetée au début de l'année. En 1997, il est admis au temple de la renommée du football canadien ainsi qu'au temple de la renommée interne des Argonauts.

## Trophées et honneurs
- 1968 - Joueur par excellence de la Ligue canadienne de football et sélectionné dans l'équipe d'étoiles de la LCF.
- 1970 - Trophée Jeff-Russel et sélectionné dans l'équipe d'étoiles de la LCF
- 1971 - Meilleur joueur du Match des étoiles de la LCF
- 1997 - Intronisé au Temple de la renommée du football canadien
- 2015 - Intronisé au Ontario Sports Hall of Fame (en)[7]

## Statistiques
Nota : Nb. signifie nombre et Tou. désigne le nombre de touchés réalisés.
| Saison | Équipe                           | PJ  | Portées | Portées | Portées | Passes | Passes | Passes |
| Saison | Équipe                           | PJ  | Nb.     | Yards   | Tou.    | Nb.    | Yards  | Tou.   |
| ------ | -------------------------------- | --- | ------- | ------- | ------- | ------ | ------ | ------ |
| 1966   | Lions de la Colombie-Britannique | 10  | 7       | 20      | 0       | 1      | 26     | 0      |
| 1967   | Argonauts de Toronto             | 9   | 63      | 349     | 2       | 11     | 205    | 0      |
| 1968   | Argonauts de Toronto             | 14  | 164     | 1 107   | 9       | 44     | 536    | 2      |
| 1969   | Argonauts de Toronto             | 14  | 165     | 905     | 6       | 23     | 319    | 3      |
| 1970   | Argonauts de Toronto             | 14  | 170     | 908     | 6       | 26     | 329    | 2      |
| 1971   | Argonauts de Toronto             | 14  | 103     | 418     | 2       | 30     | 325    | 1      |
| 1972   | Argonauts de Toronto             | 14  | 58      | 235     | 3       | 28     | 317    | 1      |
| 1973   | Argonauts de Toronto             | 14  | 84      | 358     | 5       | 23     | 230    | 2      |
| Totaux | Totaux                           | 103 | 814     | 4 300   | 33      | 186    | 2 287  | 11     |